# ولیکا پلنا
ولیکا پلنا (به لاتین: Velika Plana}} یک سکونتگاه مسکونی در صربستان است که در Podunavlje District واقع شده‌است.

## خواهرخوانده
شهرهای بودوا، کونزلیچه و رادوفیس خواهرخوانده‌های ولیکا پلنا هستند.